# Light Tank Mk VII
Light Tank MkVII (slovensko:Lahki tank MK VI), Tetrarch I  (slovensko:Tetrarh I) je bil britanski tank. Ime »Tetrarch« je tank dobil šele leta 1943.

## Zgodovina
Prvi prototip je naredilo podjetje Vickers-Armstrong. Narejen je bil leta 1938. Proizvodnja tankov se je začela leta 1940, vendar se je že istega leta ustavila. Razlog so bile slabe predstave lahkih tankov v začetku druge svetovne vojne. Zaradi potreb po lahkih tankih, ki so jih lahko prevažali z zrakoplovi, so leta 1941 proizvodnjo znova obudili. Ta tank je uporabljalo Kraljevo vojno letalstvo.
Nekaj tankov se je bojevalo v bitki za Madagaskar leta 1942. Kot del zračnih sil je »Tetrarch« nastopil tudi v operaciji Overlord. 24. marca 1945 so tanki sodelovali pri prečkanju reke Ren.
20 tankov »Tetrarch« je bilo poslanih tudi v Sovjetsko zvezo.